# Schüpfheim, Zürich
Schüpfheim är en ort i kommunen Stadel i kantonen Zürich i Schweiz. Den ligger cirka 19 kilometer nordväst om centrala Zürich. Orten har cirka 187 invånare (2021).